# Niga

Armênia em 150. Airarate situa-se mais ao centro

Niga (em grego: Νίγη; romaniz.: Nígē; em armênio: Նիգ; romaniz.: Nig), segundo a Geografia de Ananias de Siracena (século VII), foi um gavar (cantão) da província de Airarate, na Armênia. Compreendia uma área de mil quilômetros quadrados no vale do Cassal, ao norte de Aragazócia, e corresponde ao atual município de Aparã. Estava centrada na cidade de Cassal (atual Aparã).
Pertencia aos Gentúnios como apanágio desde o tempo do rei Tiridates II (r. 216–252). Em 591, quando o imperador Maurício (r. 582–602) e o xá Cosroes II (r. 590–628) redividiram a Armênia (estava dividida desde a Paz de Acilisena de 387), foi incorporado no Império Bizantino e colocado na província da Armênia Inferior. No século VIII, pertencia aos Amatúnios. 